# Schwebheimer Wald

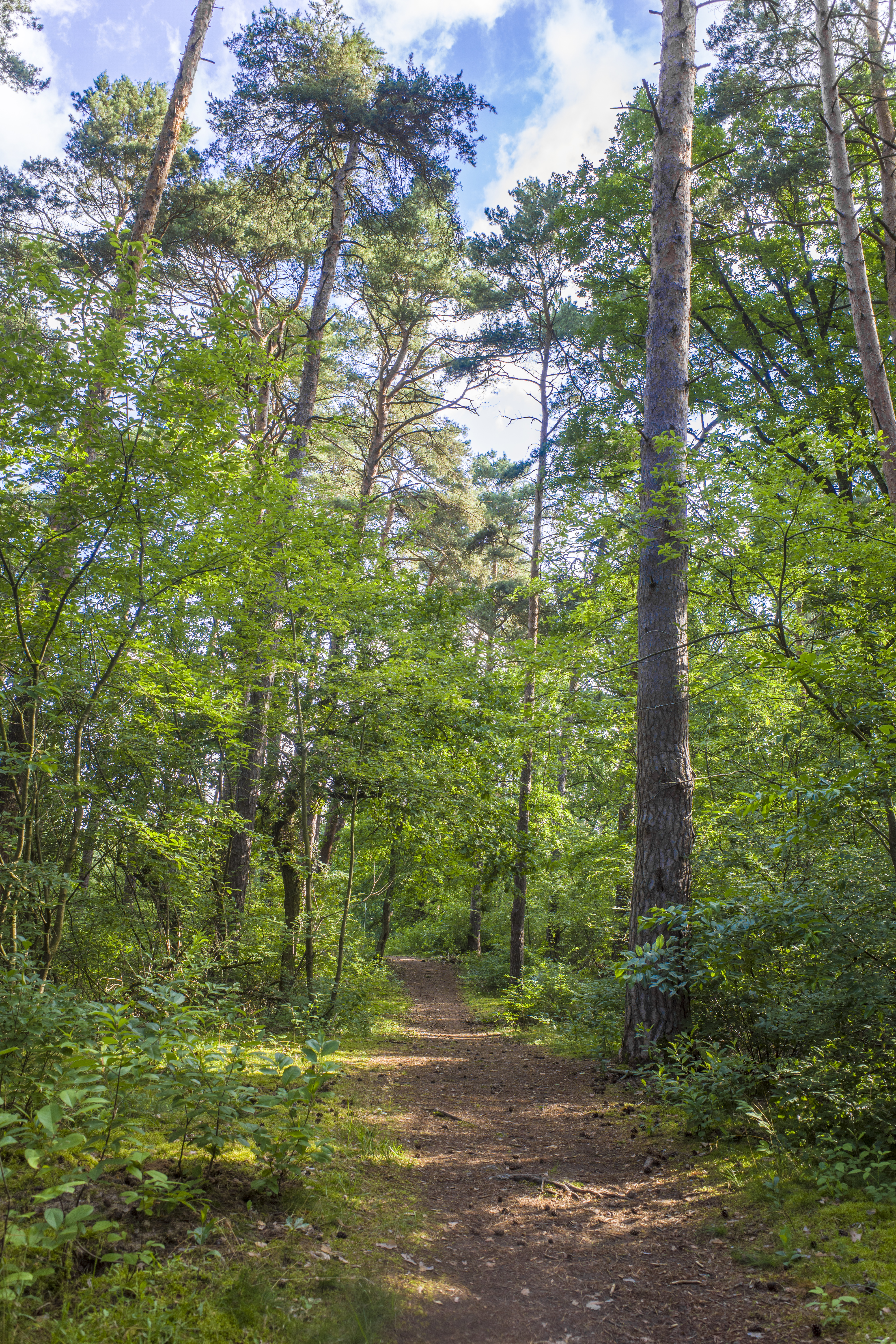
Typisches Bild des Schwebheimer Waldes. Mischwald mit Laubbäumen und Kiefern
an den Tännigweihern

Der Schwebheimer Wald ist ein Waldgebiet, das zur kreisfreien Stadt Schweinfurt und fünf südlichen Vororten im Landkreis Schweinfurt gehört, darunter dem Namensgeber Schwebheim. Er liegt am Rande einer Schwemmebene des Mains, an einer langgezogenen Seenplatte. Hier liegt auch die Naherholungsanlage Baggersee, mit einem der größten Badeseen Unterfrankens. Der Schwebheimer Wald ist, mit großem Abstand nach der Schweinfurter Rhön, das zweitgrößte Wald- und Naherholungsgebiet am Rande Schweinfurts.

## Lage
Der Schwebheimer Wald liegt 1 km südlich des Mains, am südlichen Stadtrand Schweinfurts und bis maximal 2,5 km südlich davon, einem im Umfeld des Waldes durch Industrie, Gewerbe, Sonderkulturen und Wiesen geprägten Gebiet. Der Wald gehört, im Uhrzeigersinn von Norden beginnend, zu den Kommunen Sennfeld (nördliches Randgebiet), Gochsheim mit dem östlichen Rand der Waldabteilung (WA) Spitalholz, Schwebheim (WA Kammerholz), Röthlein (südliche Randgebiete), Grafenrheinfeld (WA Kapitelwald und Birkenteich) und Schweinfurt (WA Spitalholz). Der 50. Breitengrad durchschneidet den Schwebheimer Wald auf Höhe des Großen Tännigweihers.
Der Schwebheimer Wald wird im Nordwesten vom interkommunalen Gewerbepark Hafen-Ost, im Nordosten von der Sennfelder Wohnsiedlung Rempertshag, im Süden vom Ort Schwebheim und vom Unkenbach und im Westen von der Schwemmebene des Mains begrenzt. Hier liegt die Naherholungsanlage Baggersee. Am östlichen Rand des Schwebheimer Waldes befindet sich der Flugplatz Schweinfurt-Süd.
Der Schwebheimer Wald wird von zahlreichen Straßen tangiert und durchzogen sowie im Norden von der Autobahn 70. Längs von Nord nach Süd durchschneidet die hier autobahnähnliche B 286 den Wald, die am Schnittpunkt mit der A 70 am nördlichen Rand des Schwebheimer Waldes das Schweinfurter Kreuz bildet. Ferner tangieren und durchschneiden Staats- und Gemeindeverbindungsstraßen den Wald.

## Geschichte

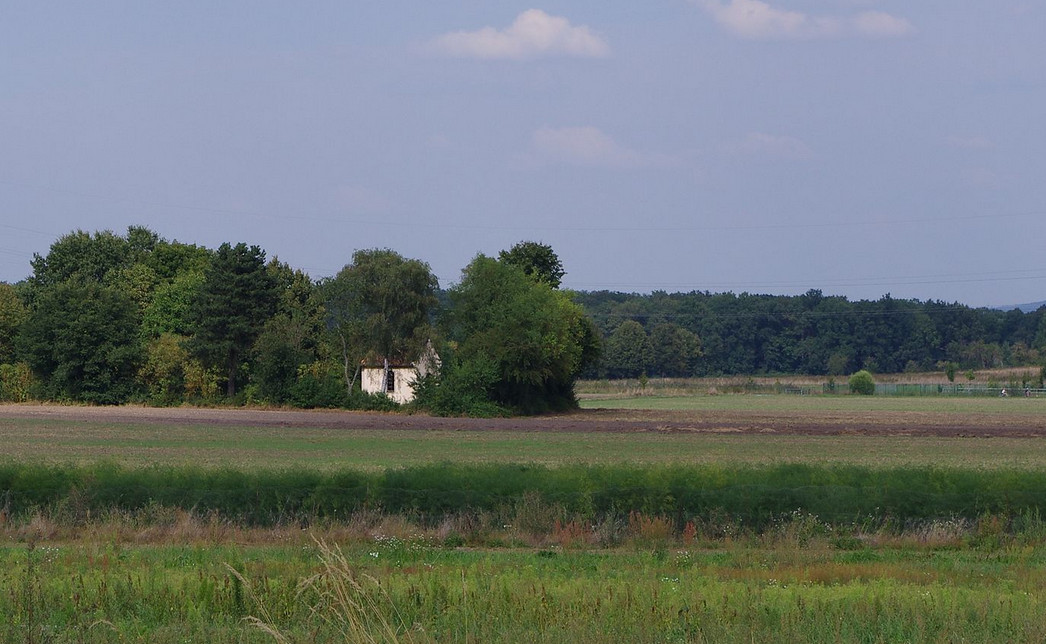
Südlicher Waldrand an der Feldkapelle Eichholz bei Röthlein

Der Schwebheimer Wald war schon während der Eisenzeit besiedelt. An den Senftenhofseen wurden bei Bauarbeiten an der Kreisstraße SW 3 mehrere Grabhügel der Hallstattzeit entdeckt. An den Seen liegt die mittelalterliche Hofwüstung Senftenhof.
Der westliche Bereich des Schwebheimer Waldes und die Ebene zwischen Wald und Grafenrheinfeld lagen bis zum Bau des heutigen Maindeichs in den Jahren 1967 bis 1969 im Überschwemmungsgebiet des Mains. Der Schwebheimer Wald war hier einstmals Auwald.

## Beschreibung
Der Schwebheimer Wald umfasst einschließlich Wasser- und Verkehrsflächen ca. 550 Hektar. Der größte Bereich des Waldes liegt auf Grafenrheinfelder und der zweitgrößte auf Schwebheimer Gebiet, dem einzigen Ort unmittelbar am Schwebheimer Wald und daher Namensgeber. Der niedrigste Punkt des Waldes liegt am äußersten südwestlichen Ende, am Ortsrand von Röthlein, auf 203 m ü. NHN und der höchste am nordöstlichen Rand, auf 222 m ü. NHN.
Der Schwebheimer Wald gehört naturräumlich zum Schweinfurter Becken und besteht vorwiegend aus Laubbäumen, im Westen teilweise aus Mischwald, mit Erlen und Kiefern, letztere gedeihen auf sandigen Böden und Flugsanddünen (WA Spitalholz und Tännig). Der Wald wird, mit Ausnahme einiger geschützter Bereiche, holzwirtschaftlich genutzt, jedoch nimmt wegen seiner Lage am Stadtrand die Bedeutung als Erholungsraum und die Berücksichtigung der ökologischen Funktion zu.
Für Naturschutz und Wanderungen ist der südwestliche Teil interessant (WA Kapitelwald, Tännig und Birkenteich). Jedoch wurden die „verwunschenen“ Waldseen und Naturdenkmäler trotz der angrenzenden Naherholungsanlage Baggersee erst in neuerer Zeit durch Berichte in lokalen Medien bekannt.

## Hydrologie

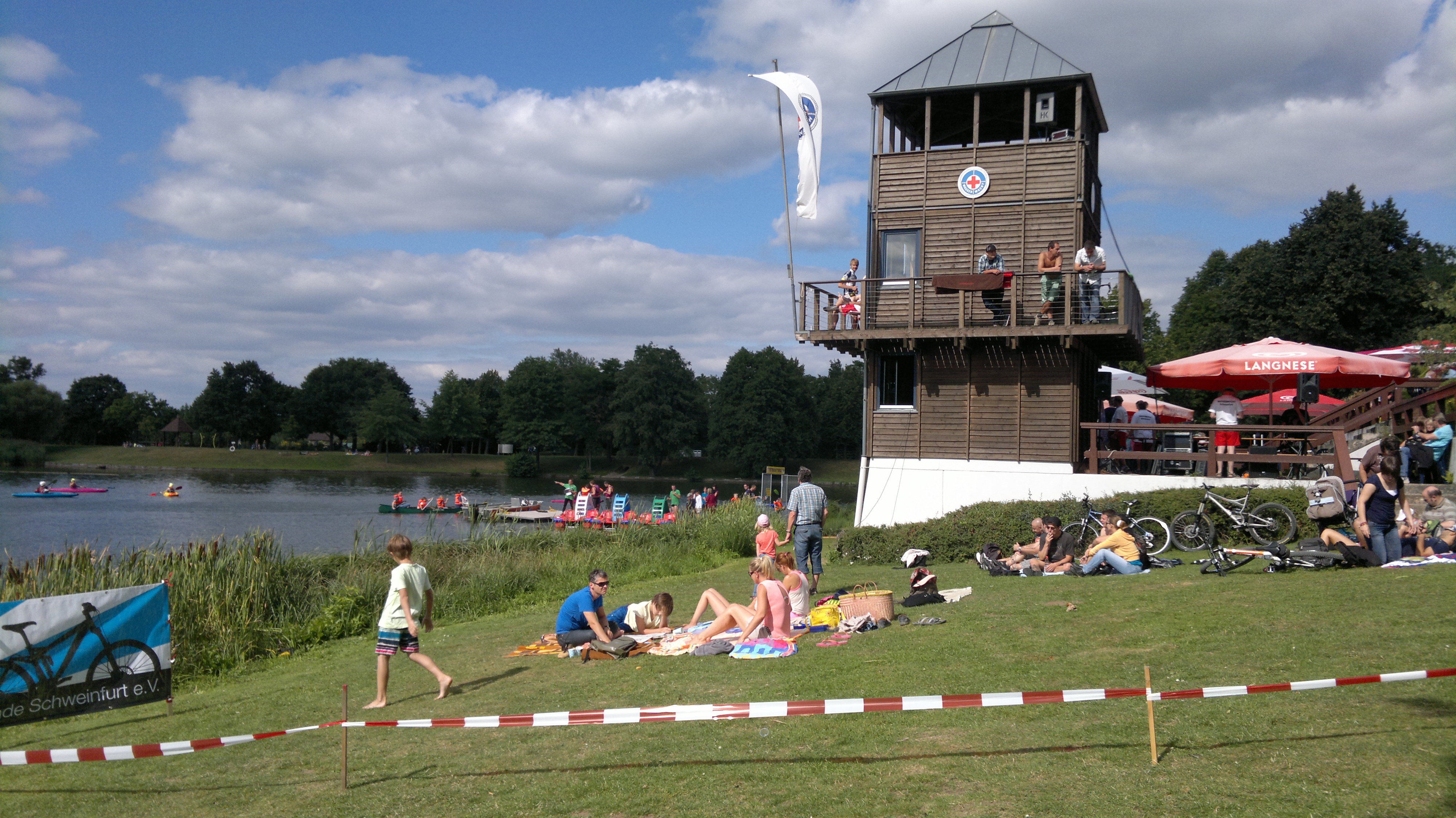
Naherholungsanlage Baggersee am nordwestlichen Waldrand

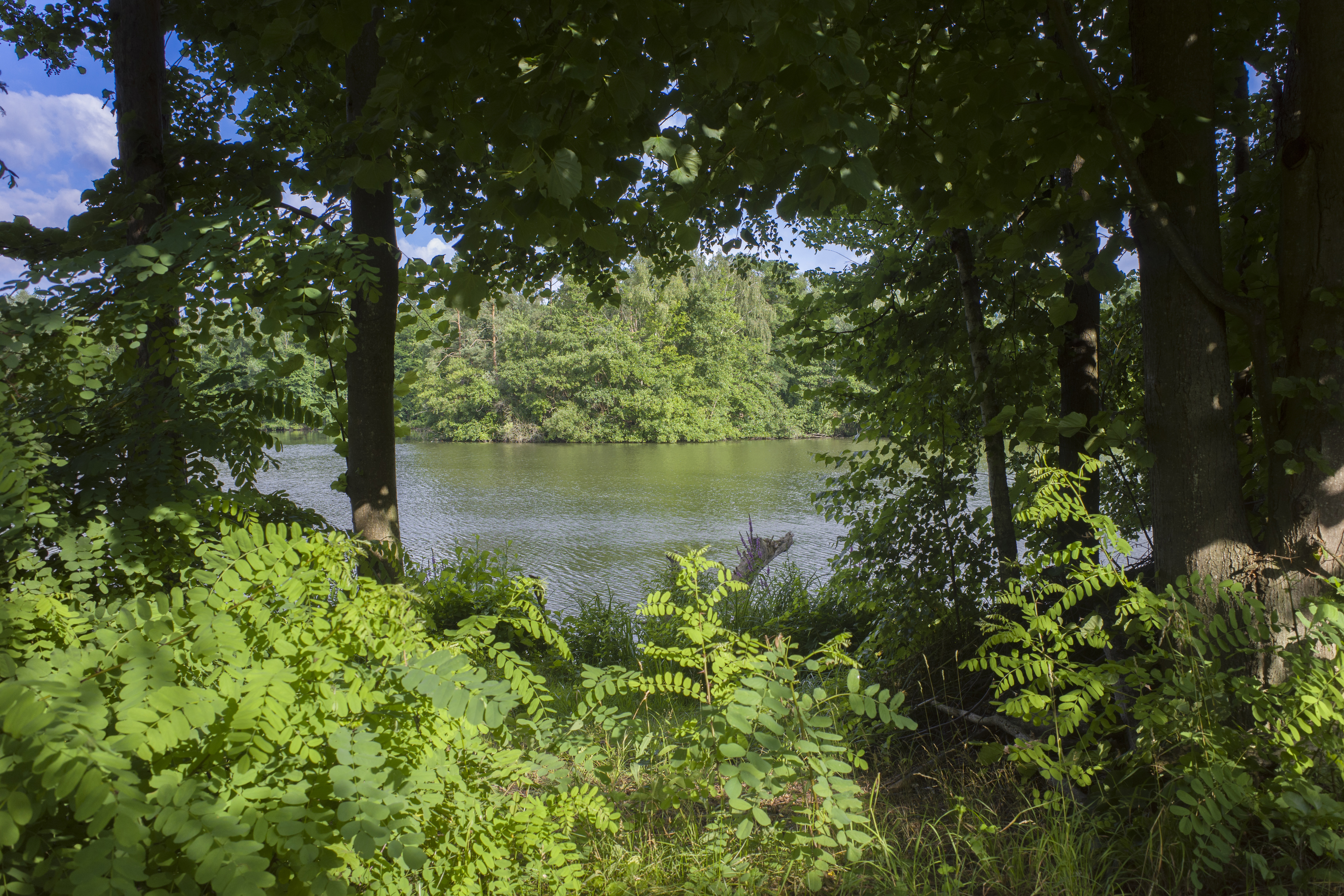
Mittlerer Senftenhofsee mit Insel

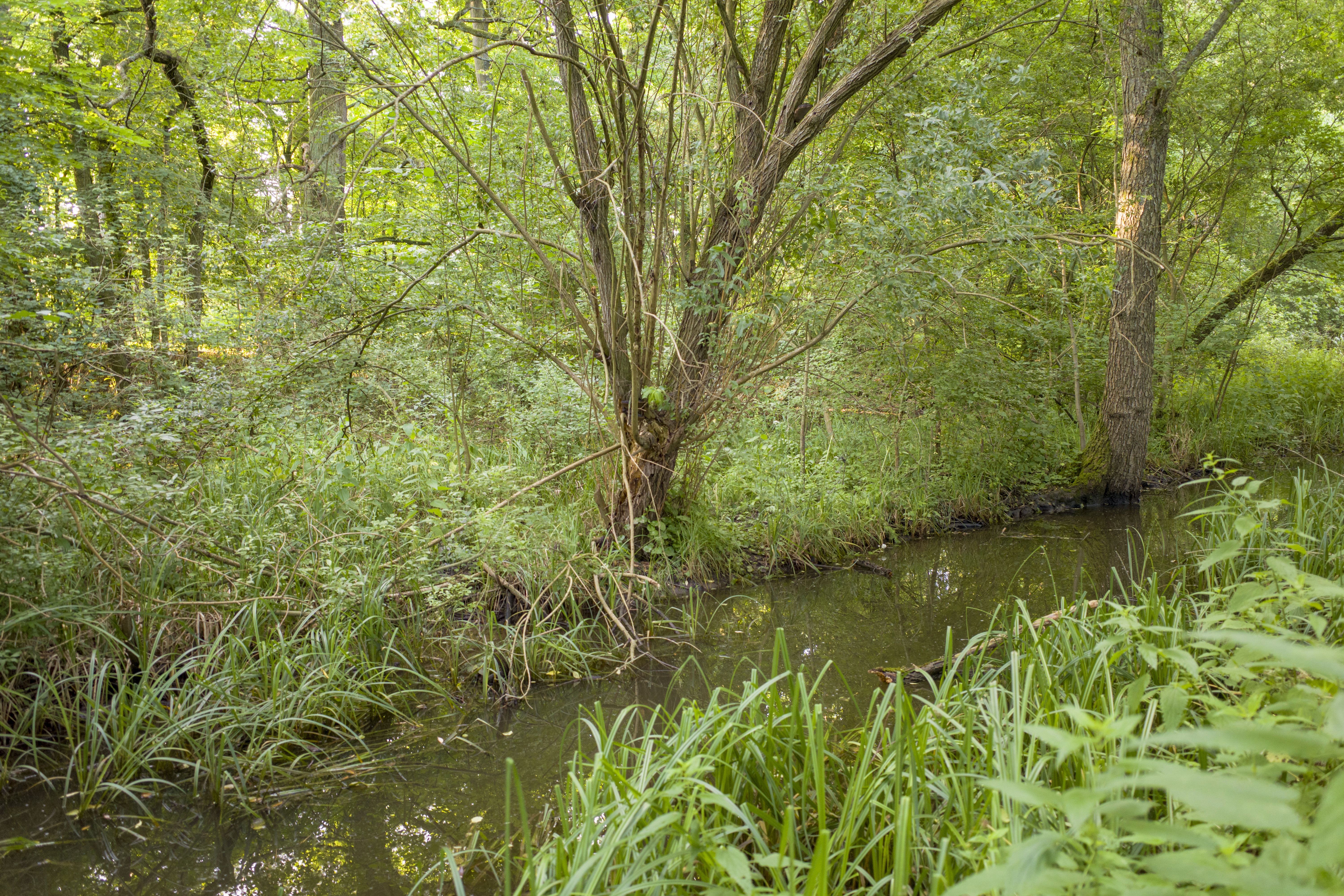
Hirtenbach

Im Schwebheimer Wald einschließlich Randzone gibt es derzeit 33 Seen, Weiher und Teiche. Die Seenplatte liegt im Westen des Waldes und am westlichen Randbereich. Sie besteht aus historischen Seen und teilweise renaturierten wie auch temporären Baggerseen, die durch Sand- und Kiesabbau entstanden.
Am Rande des Waldes liegen, von Nord nach Süd:
- Tännig See (Sennfeld)
- Kahnsee (Schweinfurt)
- Schweinfurter Baggersee (26 Hektar großer Badesee in der Naherholungsanlage Baggersee)
- Schmachtenseen (Schweinfurt)
- Sauerstücksee (Grafenrheinfeld)

Im Wald liegen, von Nord nach Süd: 
- Senftenhofsee (Grafenrheinfeld)
- Kleiner- und Großer Tännigweiher (Grafenrheinfeld)

Der östliche der drei Senftenhofseen bestand bereits in historischer Zeit unter dem Namen Oberer See. Der südlich anschließende Mittlere See und der östliche Horrbach See sind verlandet und bilden heute Lichtungen. Am südöstlichen Waldrand (WA Kammerholz) liegt der Holzpointensee.
Mehrere Bäche und Wassergräben finden sich insbesondere in den Randgebieten des Waldes. Im Norden mit dem Hügel-Pointgraben südlich der A 70 sowie dem Wölfelsbach (WA Spitalholz), am Westrand mit dem Hirtenbach (WA Tännig) und Wethgraben (WA Kapitelwald), im Süden mit dem Unkenbach und Unterseegraben (beide WA Birkenteich) und am Ostrand mit dem gleichnamigen Wethgraben (WA Kammerholz) und Kührasen-Pointgraben, in einer Auwiese zwischen Kammerholz und Spitalholz. Hier befinden sich auch drei Fischteiche.
Der Schwebheimer Wald liegt in der Schweinfurter Trockenplatte, in der in Folge der Klimaerwärmung der Wassermangel zunehmend zum Problem wird.

## Naturschutz
Im Regionalplan der bayerischen Planungsregion Main-Rhön ist der gesamte Schwebheimer Wald als Bannwald und zudem der südwestliche Teil als Vogelschutzrichtlinie SPA dargestellt. Am nordöstlichen Rand des Schwebheimer Waldes liegt das Naturschutzgebiet Spitalholz bei Gochsheim.

### Sauerstücksee

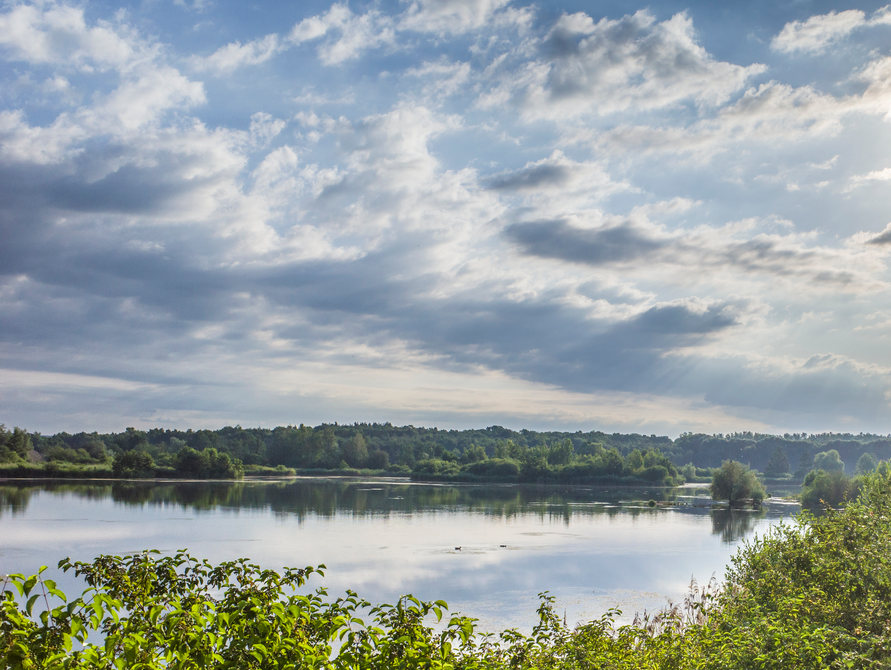
Sauerstücksee mit Halbinsel

Der Sauerstücksee ist ein Seenkomplex am Westrand des Schwebheimer Waldes. Er besteht aus neun Seen und Weihern, von denen sieben zum 40 Hektar großen, geschützten Landschaftsbestandteil „Sauerstücksee und Hirtenbachaue“ gehören, auch Vogelschutzgebiet Sauerstücksee genannt.

### Flugsanddüne Tännig

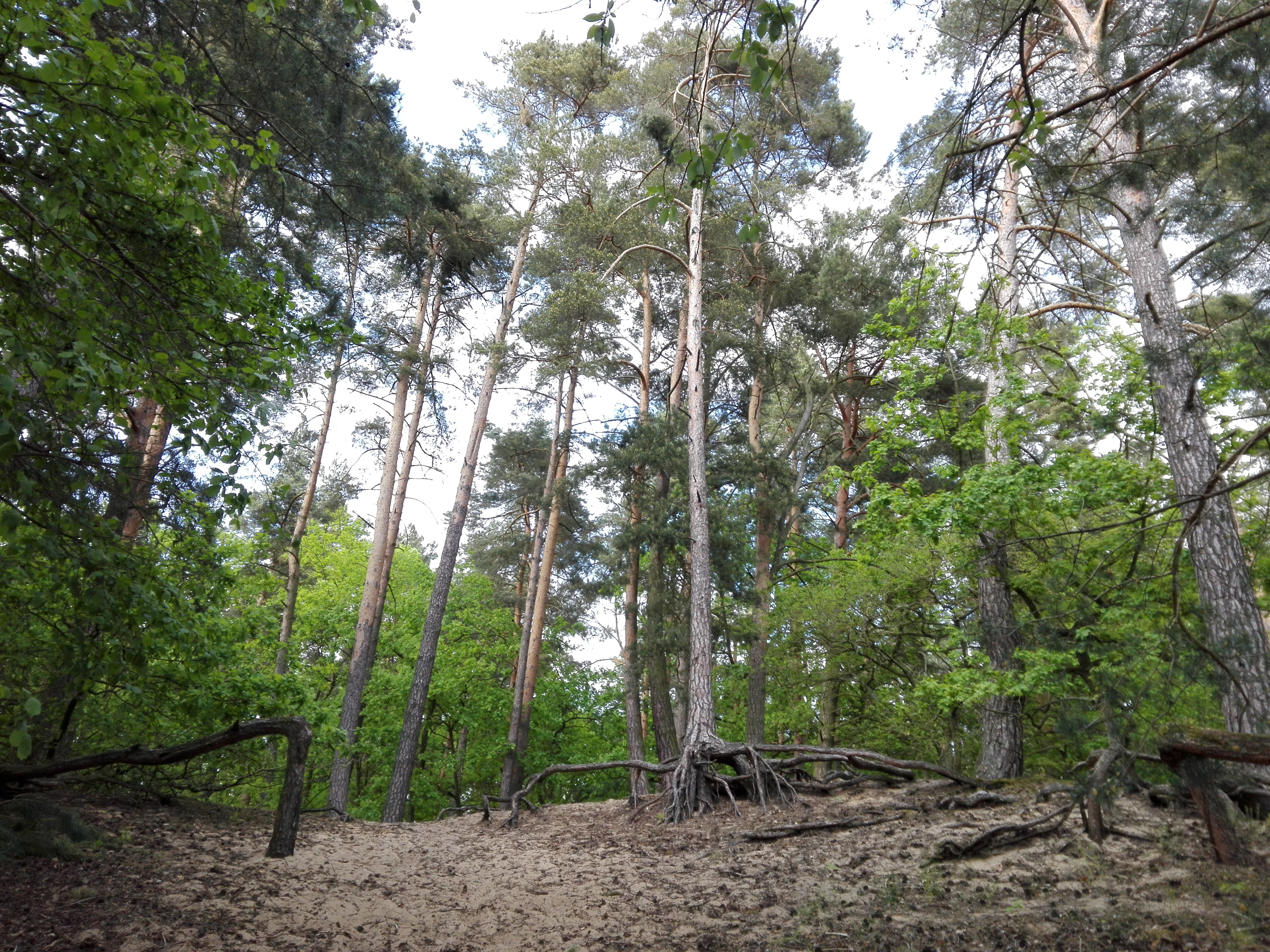
Flugsanddüne mit Kiefern am Nordufer des Großen Tännigweihers

Zwischen dem Kleinen- und Großen Tännigweiher liegt am vorbeiführenden Wanderweg (Auenwaldweg) die Flugsanddüne Tännig, als kleines Dünenfeld in einem größeren, ehemaligen Abbaugebiet von pleistozänem Flugsand. Westwinde lagerten aus der westlich des Schwebheimer Waldes gelegenen Schwemmebene des Mains in den Kaltzeiten der letzten 2,6 Millionen Jahre den Sand ab. Die Düne steht als geschützter Landschaftsbestandteil unter besonderem Schutz.

### Schwarzes Loch
Unweit südlich des Großen Tännigweihers befindet sich das Naturdenkmal Schwarzes Loch (auch: Schwarzloch) an Stelle des verlandeten Unteren Sees.

## Legenden
Das Schwarze Loch soll laut einer Sage in seiner unergründlichen Tiefe einen Kessel voller Gold bergen.
Siehe auch: Senftenhof, Legenden